# Bhangri Pratham Khanda
Bhangri Pratham Khanda è una suddivisione dell'India, classificata come census town, di 4.113 abitanti, situata nel distretto di Cooch Behar, nello stato federato del Bengala Occidentale. In base al numero di abitanti la città rientra nella classe VI (meno di 5.000 persone).

## Geografia fisica
La città è situata a 26° 06' 41 N e 89° 28' 14 E.

## Società

### Evoluzione demografica
Al censimento del 2001 la popolazione di Bhangri Pratham Khanda assommava a 4.113 persone, delle quali 2.110 maschi e 2.003 femmine. I bambini di età inferiore o uguale ai sei anni assommavano a 487, dei quali 244 maschi e 243 femmine. Infine, coloro che erano in grado di saper almeno leggere e scrivere erano 2.843, dei quali 1.587 maschi e 1.256 femmine.